# Jaguar (Band)
Jaguar ist eine englische New-Wave-of-British-Heavy-Metal-Band aus Bristol, die im Jahr 1979 gegründet, 1985 aufgelöst und 1998 wiedervereint wurde.

## Geschichte
Die Band wurde im Jahr 1979 von Sänger Rob Reiss, Gitarrist Garry Pepperd, Bassist Jeff Cox und Schlagzeuger Chris Lovell gegründet. Nach der Veröffentlichung einiger Demos, erreichte die Band einen Vertrag mit Heavy Metal Records. Die Band war auf der Kompilation des Labels, die den Namen Heavy Metal Heroes trug, mit dem Lied Stormchild im September 1981 zu hören. Im November folgte mit Back Street Woman ihre erste Single. Anfang 1982 stieß mit Paul Merrell ein neuer Sänger zur Band und ein neuer Vertrag mit Neat Records wurde erreicht. Die nächste Single namens Axe Crazy folgte und mit Power Games im Mai 1983 ihr Debütalbum.
Die Band unterzeichnete danach einen Vertrag bei Roadrunner Records und veröffentlichte das Album This Time im Jahr 1984. Im Folgejahr kam es zur Auflösung der Band. Im Jahr 1998 schloss sich die Band wieder zusammen. Pepperd und Cox waren dabei noch als Gründungsmitglieder vorhanden, als neue Mitglieder spielten Sänger Jamie Manton und Bassist Nathan Cox in der Band. Ihren ersten Liveauftritt hielt die Band auf dem Wacken Open Air 1999, dem weitere Auftritte in Europa folgten. Die Gruppe erreichte einen neuen Vertrag bei Neat Records, worüber sie im Jahr 2000 das neue Album Wake Me veröffentlichten. Im Jahr 2003 folgte mit dem neuen Bassisten Darren Furze das nächste Album Run Ragged. In den Jahren 2006 bis 2010 erschienen ein Live-Album und zwei Kompilationen über verschiedene Plattenfirmen. Darunter war High Roller Records, die vergleichbare Releases auch von ähnlich gelagerten Bands wie Axis oder Metal Mirror auf den Markt gebracht haben.

## Stil
Die Band ist ein klassischer Vertreter der New Wave of British Heavy Metal, wobei Einflüsse von Saxon und Iron Maiden deutlich hörbar sind.

## Diskografie
- 1980: March 1980 Demo (Demo, Eigenveröffentlichung)
- 1981: Jaguar (Demo, Eigenveröffentlichung)
- 1981: Back Street Woman (Single, Heavy Metal Records)
- 1982: Axe Crazy (Single, Neat Records)
- 1983: Power Games (Album, Neat Records)
- 1984: This Time (Album, Roadrunner Records)
- 2000: Wake Me (Album, Neat Records)
- 2002: Power Games - The Anthology (Kompilation, Sanctuary Records)
- 2003: Run Ragged (Album, Angel Air Records)
- 2006: Holland '82 (Live-Album, Majestic Rock Records)
- 2007: Archive Alive Volume I (Kompilation, Majestic Rock Records)
- 2010: Opening the Enclosure (Kompilation, High Roller Records)